# 沙隆
沙隆（法語：Chalon，法語發音：[ʃalɔ̃]；2012年之前拼写为）是法国伊泽尔省的一个市镇，属于维埃纳区。

## 地理
沙隆（45°26'46"N, 4°55'53"E）面积5.2 平方千米，位于法国奥弗涅-罗讷-阿尔卑斯大区伊泽尔省，该省份为法国东南部内陆省份，北起顺时针与安省、萨瓦省、上阿尔卑斯省、德龙省、阿尔代什省、卢瓦尔省和罗讷省。
与沙隆接壤的市镇（或旧市镇、城区）包括：圣索尔兰德维埃纳、韦尔尼奥、莱科特达雷、蒙斯特鲁-米略、蒙瑟沃鲁、阿雪。
沙隆的时区为UTC+01:00、UTC+02:00（夏令时）。

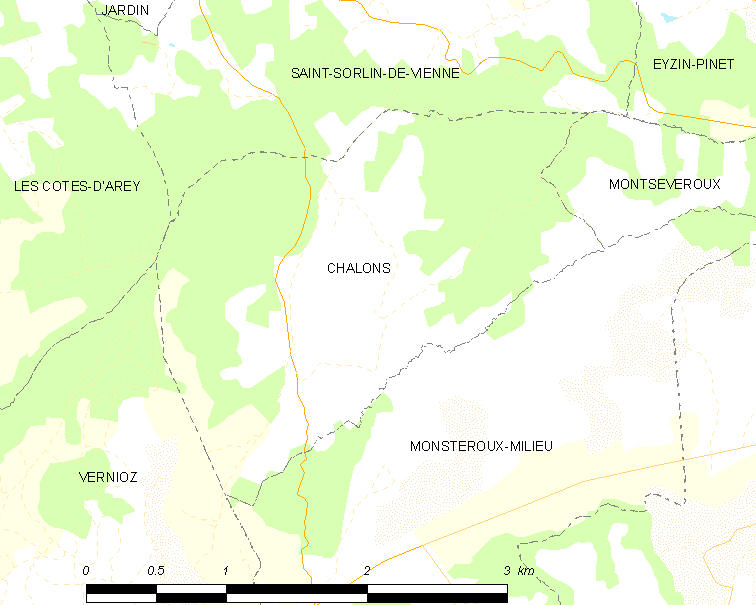
沙隆的OSM定位图

## 行政
沙隆的邮政编码为38122，INSEE市镇编码为38066。

## 政治
沙隆所属的省级选区为鲁西永县。

## 人口

1962-2008年间沙隆人口变化图示

沙隆于2022年1月1日时的人口数量为169人。